# Trafics
Trafics est une série télévisée française en 6 épisodes de 52 minutes créée par Olivier Barma, diffusée depuis le 25 mai 2012 sur France 2 puis sur OCS Choc.

## Synopsis
Le combat d'une cellule d’investigation des services de la douane pour démanteler des trafics en tous genres. Des pneus contrefaits qui menacent d’éclater à tout moment à des aliments toxiques distribués dans les rayons des supérettes, en passant par des boutons d’ascenseurs radioactifs ou, évidemment, la drogue… 

## Distribution
- Isabelle Renauld : Hélène Brissan
- Claire Galopin : Iris Camino
- Robert Plagnol : Éric Pelletier
- Lahcen Razzougui : Taj Cisma

## Épisodes
1. L'affaire Chang : Propriétaire de nombreuses épiceries chinoises, Chang est dénoncé par sa sœur pour la commercialisation de nombreux produits interdits à l'importation. Entre histoire de famille et risque sanitaire, les agents de la Douane devront faire la part des choses.
2. L'affaire Verdurin : Sur la route des vacances un car d'enfants se renverse, faisant de nombreuses victimes. Ce drame atroce est dû à des pneus contrefaits. La Douane court contre la montre pour retirer du marché clandestin ces pneus défectueux avant qu'ils ne causent d'autres accidents.
3. L'affaire Zlatko : Dans une banlieue sous haute tension où un adolescent peut, en se débrouillant bien, se procurer un révolver pour le prix d'un jeu vidéo, la Douane parvient, après un patient travail d'approche en sous-marin, à infiltrer une petite bande de braqueurs. Elle espère, en enquêtant au plus près des malfaiteurs, mettre un terme à la prolifération d'armes dans le quartier en remontant la filière jusqu'au fournisseur. Mais l'entreprise se révèle risquée : la couverture des investigateurs risque d'être éventée à n'importe quel moment, mettant leur vie en jeu. Le moindre faux-pas pourrait leur être fatal...
4. L'affaire Dellugat : Un jeune homme retenu par les douaniers est retrouvé mort. Les causes de son décès sont mystérieuses, tout autant que la personnalité de ce garçon. L'enquête conduit la Douane dans le milieu agricole où règne l'omerta sur l'utilisation de produits toxiques pour les cultivateurs et les consommateurs...
5. L'affaire Sikilec : La Douane collabore avec l'Autorité de sûreté nucléaire à la suite de la découverte inopinée d'un colis de boutons d'ascenseurs radioactifs. La brigade est mobilisée pour contrôler des pièces similaires dans de nombreux immeubles tandis que la Direction des opérations douanières enquête à l'usine de fabrication des boutons. Mais la source de la contamination radioactive reste introuvable. Pourtant, il leur faut agir au plus vite pour réussir à en trouver l'origine et éviter une pollution atomique globale aux conséquences potentiellement désastreuses pour l'environnement et la société tout entière...
6. L'affaire Vasquez :Un trafiquant de drogue notoire refait surface après un long exil en Amérique du sud. Hélène, la patronne de la Direction des opérations douanières, le connaît bien pour l'avoir fait condamner 25 ans plus tôt. Persuadée qu'il prépare un gros coup, elle met tout en œuvre pour le stopper...